# Puya pendula
Puya pendula — вид квіткових рослин із родини бромелієвих (Bromeliaceae).

## Біоморфологічна характеристика
Новий вид є унікальним з-поміж пуй через своє середовище проживання, висячі суцвіття, ± голі квіткові приквітки, квітконіжки й чашолистки вкриті залозистими волосками й білі пелюстки із зеленою центральною поздовжньою смугою.

## Ареал
Населяє скелясті виступи на середніх висотах Східних Кордильєрів Колумбії.

## Етимологія
Видовий епітет стосується висячого суцвіття цього виду (лат. pendulus — «підвісний»). 